# MarineTraffic
A MarineTraffic egy tengeri elemzésekkel foglalkozó szolgáltató, amely valós idejű információkat nyújt a hajók mozgásáról, valamint a kikötőkben és tengeri állomásokon lévő hajók aktuális helyzetéről. Az adatbázis tartalmazza például a hajók építésének helyét, méreteit, bruttó űrtartalmát és a Nemzetközi Tengerészeti Szervezet (IMO) számát. A felhasználók feltölthetnek képeket a hajókról, amelyeket más felhasználók értékelhetnek.
A MarineTraffic alapvető szolgáltatásai ingyenesen elérhetők; azonban a fejlettebb funkciók, mint például a műholdas nyomkövetés, fizetős előfizetéshez kötöttek.
Az oldal havonta hatmillió egyedi látogatót vonz. 2015 áprilisában a szolgáltatásnak 600 000 regisztrált felhasználója volt.

## Működés
Az adatokat több mint 18 000 AIS-eszközzel felszerelt önkéntes gyűjti, akik a világ több mint 140 országában működnek. Az AIS-eszközök által szolgáltatott információk, például az egyedi azonosítók, a pozíció, az útvonal és a sebesség, valós időben kerülnek továbbításra a MarineTraffic fő szervereire, ahol a weboldalon megjelennek. Az oldal alaptérképe az OpenStreetMap adatait használja, míg a fizetős verzió lehetővé teszi a hajópozíciók megjelenítését hajózási térképeken.

## Történet
A MarineTraffic eredetileg egy akadémiai projektként indult a görögországi Ermoupoliban, az Égei Egyetemen.
2007 végén Dimitris Lekkas professzor kiadta a MarineTraffic próba verzióját.

## Közösség
A MarineTraffic nagymértékben függ a rádióamatőrökből vagy AIS állomáskezelőkből, fotósokból és fordítókból álló közösségétől.
A közösség támogatása érdekében a MarineTraffic nemrégiben elérhetővé tett egy ingyenes AIS feldolgozó eszközt, a Creative Commons licenc alatt.

## Felvásárlás
2023 februárjában a Kpler, egy adatelemzéssel foglalkozó vállalat, bejelentette a MarineTraffic és a FleetMon felvásárlását. A tranzakciók 2023 márciusában zárultak le.

## Fordítás
Ez a szócikk részben vagy egészben  a   MarineTraffic című angol Wikipédia-szócikk ezen változatának fordításán alapul.  Az eredeti cikk szerkesztőit annak laptörténete sorolja fel. Ez a jelzés csupán a megfogalmazás eredetét és a szerzői jogokat jelzi, nem szolgál a cikkben szereplő információk forrásmegjelöléseként.

## Kapcsolódó szócikk
- Flightradar24